# Новий Селець
Новий Селець (пол. Nowy Sielec, нім. Schellitz) — село в Польщі, у гміні Ютросін Равицького повіту Великопольського воєводства.
Населення — 129 осіб (2011).
У 1975-1998 роках село належало до Лешненського воєводства.

## Демографія
Демографічна структура станом на 31 березня 2011 року:
|          | Загалом | Допрацездатний вік | Працездатний вік | Постпрацездатний вік |
| -------- | ------- | ------------------ | ---------------- | -------------------- |
| Чоловіки | 56      | 12                 | 41               | 3                    |
| Жінки    | 73      | 23                 | 38               | 12                   |
| Разом    | 129     | 35                 | 79               | 15                   |